# إميليان بوغاتشيف

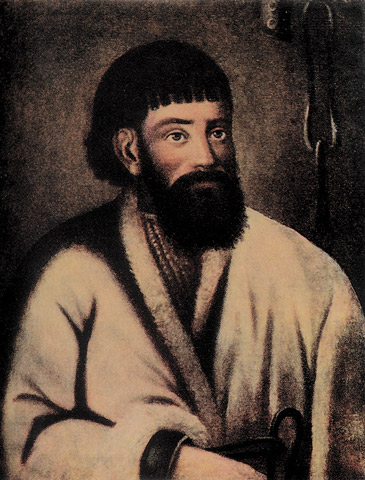
إميليان بوغاتشيف القوقازي

يمليان بوغاتشيف (1742-1775) (بالروسية: Емелья́н Ива́нович Пугачёв)‏ كان مطالبًا بعرش الامبراطورية الروسية وقائد ثورة القوزاق في عهد الامبراطورة كاترين الثانية. كتب عنه ألكسندر بوشكين وعن ثورته في قصة بوغاتشيف و ذكر أحداث ثورته في رائعته ابنة الآمر (1836).
كان بوغاتشيف قد ولد في زيموفيسكايا من قوزاق الدون، وكان من بين العديدين منهم الذين خدموا في الجيش الروسي، وقد حارب بنفسه في حرب السنوات السبع وحملة بولندا عام 1764 الحرب الروسية العثمانية (1768-1774) |والحرب التركية وبعد حصار بندر في مولدوفا عام 1769 تم تسريحه للعجز، وبعد ثلاث سنوات امضاها في الراحة تجول في البلاد.
بعد علمه بثورة القوزاق عام 1772 ذهب إلى أورالسك لينضم ولكن قبض عليه كفار، وسجن في كازان وكان سيرحل إلى سيبيريا ولهنه هرب في يونيو 1773 وتوجه إلى السهوب، وهناك ادعى أنه بيتر الثالث قيصر روسيا الذي أعدمته كاثرين في وقت سابق، ووعدهم بإلعاء العبودية، وجمع حوله الكوزاك والفلاحين وواصل تقدمه نحو الشمال حتى مني بهزيمة كبيرة في كازان وأصبح طريدا مرة أخرى.
قبض عليه وسيق إلى موسكو وأعدم في 21 يناير (10 يناير بالنظام القديم) عام 1775.